# (306) Unitas
(306) Unitas ist ein Asteroid des inneren Hauptgürtels, der am 1. März 1891 vom italienischen Astronomen Elia Millosevich am Observatorium des Collegio Romano in Rom entdeckt wurde. Es war seine zweite und letzte Asteroidenentdeckung.
Der Asteroid wurde benannt zu Ehren des italienischen Astronomen Angelo Secchi (1818–1878) und auch für die Einheit (lateinisch unitas) Italiens. Die Benennung erfolgte durch Pietro Tacchini (1838–1905), den Direktor der Sternwarte von Modena im Jahr 1859. Er ging 1863 nach Palermo und wurde 1879 Secchis Nachfolger als Direktor des Osservatorio del Collegio Romano. Er war ein Pionier der Spektroskopie der Sonne und widmete sich insbesondere den Sonnenprotuberanzen, deren 11-jährige Periode er nachwies. Er schrieb: „Al pianeta (306), scoperto… dal prof. E. Millosevich, e da lui pregato di denominarlo, do il nome di Unitas, associando in questo nome due idee, la prima il ricordo d’un libro classico del mio illustre predecessore ed amico A. Secchi, la seconda l’unità della patria. (Dem Planeten (306), entdeckt… von Prof. E. Millosevich, und von ihm gebeten, ihm einen Namen zu geben, gebe ich den Namen „Unitas“ und verbinde mit diesem Namen zwei Ideen: Als erste die Erinnerung an ein klassisches Buch meines berühmten Vorgängers und Freundes A. Secchi, als zweite die Einheit des Vaterlandes.)“ Der Titel des erwähnten Buches lautet: L’Unità Delle Forze Fisiche: Saggio Di Filosofia Naturale.

## Wissenschaftliche Auswertung
Aus Ergebnissen der IRAS Minor Planet Survey (IMPS) wurden 1992 Angaben zu Durchmesser und Albedo für zahlreiche Asteroiden abgeleitet, darunter auch (306) Unitas, für die damals Werte von 46,7 km bzw. 0,21 erhalten wurden. Eine Auswertung von Beobachtungen durch das Projekt NEOWISE im nahen Infrarot führte 2011 zu vorläufigen Werten für den Durchmesser und die Albedo im sichtbaren Bereich von 51,6 km bzw. 0,17. Nachdem die Werte nach neuen Messungen mit NEOWISE 2012 auf 45,2 km bzw. 0,23 geändert worden waren, wurden sie 2014 auf 47,2 km bzw. 0,20 korrigiert. Nach der Reaktivierung von NEOWISE im Jahr 2013 und Registrierung neuer Daten wurden die Werte 2016 angegeben mit 47,4 oder 49,1 km bzw. 0,25 oder 0,24, diese Angaben beinhalten aber hohe Unsicherheiten.
Spektroskopische Messungen von (306) Unitas wurden im Oktober 2001 und Oktober 2004 mit der Infrared Telescope Facility (IRTF) am Mauna-Kea-Observatorium auf Hawaiʻi durchgeführt. Die gewonnenen Spektren zeigten Abweichungen zu gewöhnlichem Chondrit-Material und deuteten auf eine Oberfläche mit unterschiedlichen Mengen an Pyroxen und Olivin mit niedrigem Calcium-Gehalt hin. Die Temperatur auf der sonnenbeschienenen Seite wurde zu 257 K abgeschätzt.
Photometrische Messungen des Asteroiden fanden erstmals statt am 27. und 28. August 1979 am Table Mountain Observatory in Kalifornien. Aus der aufgezeichneten Lichtkurve wurde eine Rotationsperiode von 8,75 h abgeleitet. Neue Beobachtungen vom 9. bis 21. Oktober 1990 und vom 3. bis 5. Januar 1992 am La-Silla-Observatorium in Chile wurden zu einer Rotationsperiode von 8,740 h ausgewertet.
Auch bei weiteren Messungen während vier Nächten vom 8. bis 28. Februar 1996 am La-Silla-Observatorium führten die Daten wieder zu der bekannten Periode 8,74 h, während aus Beobachtungen während drei Nächten vom 9. März bis 1. April 2003 am Antelope Hills Observatory in Colorado eine Rotationsperiode von 8,736 h bestimmt wurde. Aus einer Auswertung dieser photometrischen Daten von 1979 bis 2003 konnte in einer Untersuchung von 2007 erstmals ein dreidimensionales Gestaltmodell des Asteroiden für zwei alternative Positionen der Rotationsachse mit retrograder Rotation und einer Periode von 8,73875 h abgeleitet werden.
Aus Messungen durch IRAS im Infraroten von Juli bis September 1983 wurden in einer Untersuchung von 2009 die thermischen Trägheitswerte von 11 Hauptgürtelasteroiden mit Durchmessern <100 km und bekannten Formen und Rotationsachsen abgeleitet. Neben Abschätzungen für die Größe von (306) Unitas zu 55–57 km und für die Albedo zu 0,14–0,15 ergab sich eine Bevorzugung einer der beiden alternativen Rotationsachsen. Dieselbe Rotationsachse konnte auch in einer Untersuchung von 2011 durch die Auswertung von Beobachtungsdaten einer Bedeckung des Sterns 10. Größe TYC 5651-1105-1 durch (306) Unitas am 6. Juli 2004 bestätigt werden. Diese Lösung skalierte das Gestaltmodell zu einem effektiven Durchmesser von 49 ± 5 km.
Neue photometrische Beobachtungen von (306) Unitas vom 12. November 2012 bis 17. Januar 2013 am Osservatorio Astronomico della Regione Autonoma Valle d’Aosta (OAVdA) in Italien führten zur Bestimmung einer Rotationsperiode von 8,7360 h. Eine Auswertung kombinierter optischer und thermischer Infrarot-Daten führte in einer Untersuchung von 2017 zu Werten für den Durchmesser und die Albedo des Asteroiden von 48,7 ± 0,7 km bzw. 0,21–0,27. Außerdem konnte eine verbesserte Position für die Rotationsachse bestimmt werden.
Zwischen 2012 und 2018 wurden mit der All-Sky Automated Survey for Supernovae (ASAS-SN) auch photometrische Daten von 20.000 Asteroiden aufgezeichnet. Auf mehr als 5000 davon konnte erfolgreich die Methode der konvexen Inversion angewendet werden, darunter auch (306) Unitas, für die in einer Untersuchung von 2021 ein verbessertes dreidimensionales Gestaltmodell für zwei alternative Rotationsachsen mit retrograder Rotation und einer Periode von 8,7388 h berechnet wurde.
Aus archivierten Daten des Asteroid Terrestrial-impact Last Alert System (ATLAS) aus dem Zeitraum 2015 bis 2018 konnte in einer Untersuchung von 2022 mit der Methode der konvexen Inversion eine Rotationsperiode von 8,73865 h bestimmt werden. Im Jahr 2023 wurde aus photometrischen Messungen von Gaia DR3 erneut ein dreidimensionales Gestaltmodell des Asteroiden für eine Rotationsachse mit retrograder Rotation und einer Periode von 8,7393 h berechnet.
Abschätzungen von Masse und Dichte ergaben in einer Untersuchung von 2012 für (306) Unitas eine Masse von etwa 0,533·1018 kg und mit einem angenommenen Durchmesser von etwa 53 km eine Dichte von 6,88 g/cm³ bei keiner Porosität. Diese Werte besitzen jedoch eine äußerst große Unsicherheit.